# Tennyson (Indiana)
Tennyson é uma cidade  localizada no estado americano de Indiana, no Condado de Warrick.

## Demografia
Segundo o censo americano de 2000, a sua população era de 290 habitantes.
Em 2006, foi estimada uma população de 301, um aumento de 11 (3.8%).

## Geografia
De acordo com o United States Census Bureau tem uma área de
0,7 km², dos quais 0,7 km² cobertos por terra e 0,0 km² cobertos por água.

## Localidades na vizinhança
O diagrama seguinte representa as localidades num raio de 20 km ao redor de Tennyson.